# Sperietură
O sperietură (în engleză: Jumpscare sau Jump-scare) este o tehnică folosit în mass-media, de exemplu filme de groază și Jocuri de groază, încercând să sperie spectatorul cu o schimbare bruscă de imagine sau eveniment, cu un sunet tare și șocant. Sperieturile sunt descrise drept „una dintre cele mai de bază blocuri de construcție ale filmelor de groază”. Aceasta chestie poate sa apara cand coloanele sonore sunt liniștite și spectatorul nu se așteaptă să se întâmple ceva alarmant.
Niste critici au descris sperieturile ca un mod leneș de a speria spectatorii, și ei cred că genul de groază a suferit un declin în ultimii ani în urma unei dependențe excesive de trope, stabilindu-l ca un clișeu al filmelor horror moderne.